# Isabelle Sauveur
Isabelle Sauveur (1978) is een Frans klavecinist.

## Levensloop
Sauveur studeerde aan verschillende conservatoria:
- ze behaalde de gouden medaille aan het Conservatorium van Angers, in de klavecimbelklas van Françoise Marmin
- in het Conservatoire National in Parijs studeerde ze verder bij Christophe Rousset en behaalde er het diploma voor hogere studies in 2000.
- aan het Conservatorium van Lyon behaalde ze het certificaat voor algemene studies, in de klas voor basso continuo in 2002.

In 2001, won ze de Derde prijs (eerste en tweede prijs niet toegekend) alsook de publieksprijs in het internationaal klavecimbelconcours georganiseerd in het kader van het Musica Antiqua Festival in Brugge.
Door haar passie voor het zangrepertoire, nam ze deel aan seminaries zoals die van de Académie de Royaumont of van de Académie d’Ambronay. Ze speelde er in 1998 de basso continuo, onder de leiding van William Christie, in Thésée van Jean-Baptiste Lully. Als continuospeler nam ze vaak deel aan operaproducties van de Opéra National de Bordeaux, en speelt met gereputeerde barokensembles zoals les Arts Florissants, les Folies françoises, Stradivaria of ensemble Philidor. Ze maakt deel uit van het kleine ensemble 'L'Yriade' (barokviool, cello, klavecimbel en zanger) met wie ze verschillende opnamen realiseerde.
Sauveur doceert klavecimbel aan de muziekscholen van Bobigny en Fontenay-aux-Roses.

## Discografie
Naast de opnamen met l'Yriade heeft ze in België een platenopname gerealiseerd van het Derde boek van klavecimbelstukken van Josse Boutmy.